# Khouya
Khouya es una película del año 2010.

## Sinopsis
En el anonimato de un hogar argelino corriente, Yamina, Nabila e Imen aguantan las palizas que habitualmente les inflige su hermano Tarek. La madre, testigo de la violenta conducta del hermano, no hace nada para poner fin al drama que viven sus hijas. Khouya es la historia de un drama que transcurre tras una puerta cerrada y que no tardará en convertirse en tragedia. Después de Khti (Mi hermana), Khouya es la segunda entrega de la trilogía “Argelinas” de Yanis Koussim.

## Premios
- Locarno 2010
- Amiens 2010